# To so gadi
To so gadi je slovenski celovečerni komični film iz leta 1977 in edini celovečerni film režiserja Jožeta Bevca. 
Presegel je film Vesna in se 26 let ponašal z rekordom, da si ga je samo v ljubljanskih kinematografih ogledalo največje število gledalcev (112.000, v celotni Sloveniji po oceni 208.000). Kritiki so ga zavrnili.
To je tretji film v zbirki filmov v visoki ločljivosti Slovenskega filmskega centra, imenovani SI-FI Klasika. Restavriral ga je zavod Iridium. Digitalizacijo je otežila tehnična nedovršenost filma, posledica skromnega proračuna. Snemalec Marinček je bil nezadovoljen s kontrastom in barvami, ki bi morale biti zasičene.

## Zgodba
V ljubljanskem predmestju živi v večstanovanjski hiši Švabičeva 15 ovdoveli voznik mestnega avtobusa Štebe s svojimi petimi odraščajočimi sinovi. Družini gospodinji prijazna Rozi, ki jo fantje s svojimi vragolijami velikokrat razjezijo. Tudi večina sosedov ni navdušena nad potegavščinami, ki si jih razposajeni fantje privoščijo. Imenujejo jih kar gadi. 
Rozi ima fante sicer rada, toda nekega dne svojo grožnjo, da jih bo zapustila, tudi uresniči. Družina bi ostala sama, če ne bi z vasi prišla v mesto Rozina nečakinja Meri, ki ji Štebe začasno nudi streho nad glavo, dokler si ne najde zaposlitve. Čeprav v primerjavi z Rozi Meri ni najbolj vešča gospodinjskih opravil, pa postopoma zmeša glavo vsem Štebetovim sinovom, zanjo se zanima celo Štebetov sodelavec Toni, s katerim postaneta par.
Meri medtem skrivnostno vsako popoldne nekam odhaja. Izkaže se, da je opravila izpit za voznico mestnega avtobusa. V tem se k svojim fantom vrne tudi Rozi, ki je tudi zelo ponosna na svojo nečakinjo.

## Zasedba in navedki iz filma
| - Bert Sotlar - oče Štebe »men pa to neb šlo«, »ja Merklin, kva ga pa lomš« - Radko Polič - Boris Štebe fehtar »sam nga jurčka, t ga jutr prec vrnem« - Dare Valič - Bine Štebe »mulc, jež je šu sam po štengah, tm tok prtegnu«, »pa še repek ma« - Jože Hrovat - Brane Štebe »piše nov sonetni venec, k Prešernov ni dobr«, »rdeča gori, zavora ne dela« - Andrej Prevc - Janez Štebe »kr namalej s jurja«, »s s vs od šmira« - Bogdan Sajovic - Matjaž »Muki« Štebe »dones je nedela, je občina zaprta, zaprta«, »sam za dnar t je« - Majda Potokar - Rozi v stalnem odhajanju (kufri dol, kufri gor) »packe nemarne, de se pstijo tkole slikat«, »Brane, a ti pa spet pesnce pišeš« - Boris Cavazza - Toni, voznik avtobusa »zaljubljeni samoupravljalec« - Milada Kalezić - Meri, Rozina nečakinja »jok bratec, odpade«, »s to cuno brišete po kleh« - Mila Kačič - soseda Merklinka, šefica informativnega centra Merklin »jez bi to že vidla, ne«, »u, moj golaž«, »le čak žverca, sej uš še pršu domu« - Maks Bajc - večno trezen sosed Merklin »mene že nau nben komandiru«, »kr babo vprašte, ona vse ve« | - Iva Zupančič - soseda Zalarca z biciklom na raufnku »take so učas u Lublanco tunkal«, »štatglajzarji« - Demeter Bitenc - Brinovec - Ivo Barišič - »gospa, vozt se naučte« - Dare Ulaga - potnik s flašo na avtobusu - Janez Albreht - Korl »fantje, sam za n pelinkovčk«, »a jurja ?« - Saša Miklavc - »čak Merklin, t bom pomagu«, »ti prekleta banda« - Maks Furijan - »ne razgrajej Merklin, ldje še spijo« - Stanislava Bonisegna - »jest te morm pa za vsako reč na kolenih prost« - Manca Košir - »tovariš Furlan, zdej ste vi na vrst« - tovarš Furlan: »hvala, kr izvolte« - Alja Tkačev - gospa Mlakarjeva - »baba, a misleš de s sama na cest« - neznani blond notranjski mulc - »mat, porinte, sej zante« |

## Ekipa
- fotografija: Ivan Marinček
- glasba: Janez Gregorc
- montaža: Darinka Peršin
- scenografija: ing. Niko Matul
- kostumografija: Alenka Bartl Prevoršek
- maska: Berta Meglič

## Nagrade

### Teden domačega filma Celje 17.-23. november 1977
- nagrada za igralca leta: Boris Cavazza
- nagrada za igralko leta: Majda Potokar
- debitant leta: Milada Kalezić

(žirija Novega tednika in revije Stop)

## Izdaje na nosilcih
- To so gadi. videokaseta. Ljubljana : Viba film, 198?
- To so gadi. videokaseta. Ljubljana : Andromeda, 1991
- To so gadi. videokaseta. Ljubljana : Andromeda, 1996
- To so gadi. videokaseta. Ljubljana : Andromeda, 2000
- To so gadi. video DVD. Ljubljana : Filmski sklad Republike Slovenije, 2006
- To so gadi. blu-ray. Slovenski filmski center, 2018. Si-fi klasika